# Orthotmeta
Orthotmeta is een geslacht van vlinders van de familie spanners (Geometridae), uit de onderfamilie Ennominae.

## Soorten
- O. argillacea Rothschild, 1915
- O. dentata Warren, 1896
- O. foliacea Rothschild, 1915
- O. ziczacaria Oberthür, 1894